# عبد الجليل شاه الثالث
السلطان عبد الجليل شاه الثالث بن السلطان علاء الدين ريات شاه الثالث هو سابع سلاطين جوهر، حكم من 1623 إلى 1677. كان يُعرف باسم «راجا بوجانغ» قبل توليه العرش، وهو ابن السلطان الخامس علاء الدين ريات شاه الثالث وابن شقيق السلطان السادس عبد الله معيات شاه.

## حاكم فهغ وسلطان جوهر وفهغ
في عام 1615 وقع علاء الدين ريات شاه الثالث معاهدة سلام مع ملقا البرتغالية، وكعلامة على الامتنان، اعترف البرتغاليون بابنه راجا بوجانغ حاكمًا لفهغ، ليحل محل علاء الدين رعاية شاه سلطان فهغ الذي أطيح به عام 1615 من قبل سلطنة آتشيه. لكن لم يعترف به السلطان إسكندر مودا، الذي غزا فيما بعد فهغ وأجبر رجا بوجانغ على الفرار إلى جزر جزر لينقا. كما شن الأخينيون حربًا ضد سلطان جوهر الجديد عبد الله معيات شاه، الذي اضطر أيضًا إلى الفرار إلى جزر لينقا. مع استمرار الهجمات الأخينية فر رجا بوجانغ والسلطان عبد الله مرة أخرى إلى أرخبيل تامبيلان. وعندما توفي السلطان عبد الله في عام 1623، تصالحت سلطنة آتشيه مع رجا بوجانغ وعينته كسلطان جديد لجوهر وفهغ.

## غزو ملقا
في عام 1629 تحالف مع القوات البرتغالية ضد قوات آتشيه في ملقا ودمروا الأسطول و19000 من قواتها حسب المصادر البرتغالية. ونمت سلطنة جوهر، وأصبحت أقوى، وشكلت تحالفًا مع الهولنديين لمهاجمة ملقا البرتغالية، وغزاها في 14 يناير 1641. وفي الشهر التالي توفي إسكندر الثاني سلطان آتشيه وخلفه الملكة تاج العلم.
في عام 1641 انتقل السلطان عبد الجليل شاه الثالث إلى البر الرئيسي لجوهر وأسس عاصمته الجديدة. أمضى عامين من حكمه في مقيم «توحيد» قبل عبوره «نهر دمار» لتأسيس عاصمته الجديدة في باسير راجا (المعروف أيضًا باسم باتو سوار) في أكتوبر 1642.
ظهرت جمبي كقوة اقتصادية وسياسية إقليمية في أوائل القرن السابع عشر. حاول عبد الجليل التحالف مع جمبي، بالزواج من ابنة اللقسامان، لكن انهار التحالف، وبين 1666-1679 اندلعت حرب طويلة ونجحت جمبي في إسقاط عاصمة جوهر في باتو سوار عام 1673. وهرب السلطان عبد الجليل شاه الثالث إلى باهانج وجعلها مركز إدارته لمدة أربع سنوات قبل وفاته في كوالا باهانج في 1677.